# Magdalen Dacre
Magdalen Dacre, viscontessa Montagu (Cumberland, gennaio 1538 – Battle Abbey, 8 aprile 1608), è stata una nobildonna inglese.

## Biografia
Era la quinta figlia di William Dacre, III barone Dacre, e di sua moglie, Elizabeth Talbot. I Dacre erano dei potenti signori del nord e ferventi cattolici romani, però dal momento della sua nascita, Enrico VIII, aveva già rotto i legami con Roma, e aveva anche appena avuto un erede maschio, il principe Edoardo (poi Edoardo VI), dalla sua terza moglie Jane Seymour a pochi mesi prima della nascita di Magdalen. Nonostante la Riforma protestante che attraversava il Paese, Magdalen, insieme ai suoi fratelli, venne cresciuta alla fede cattolica romana dalla sua famiglia.
I suoi nonni paterni erano Thomas Dacre, II barone Dacre ed Elizabeth Greystoke, e i suoi nonni materni erano George Talbot, IV conte di Shrewsbury ed Anne Hastings, figlia di William Hastings, I barone Hastings e Katherine Neville.
Magdalen servì come una gentildonna per Anne Sapcote, contessa di Bedford quando aveva 13 anni.
Nel 1553 Edoardo VI, morì dopo sei anni di regno. Maria I, figlia di Enrico VIII e Caterina d'Aragona, divenne regina d'Inghilterra, e l'Inghilterra tornò a cattolicesimo. Nel 1554 Maria aveva rivolto la sua attenzione alla ricerca di un corteggiatore per la procreazione di un erede per la dinastia dei Tudor, e si fidanzò con Filippo II di Spagna. Il matrimonio ebbe luogo presso la Cattedrale di Winchester il 25 luglio 1554 e Magdalen è stata selezionata come una damigella d'onore e prese parte al corteo nuziale.
In The Court of St. James di E.S. Turner, Magdalen è stata descritta come una dama molto carina e bionda. Era anche molto alta, e secondo come riferito, si trovava una testa sopra le altre damigelle d'onore a corte. Turner affermò che lei attirò l'attenzione di Filippo, il quale ha dovuto battersi con un gentiluomo quando cercò di abbracciarla.

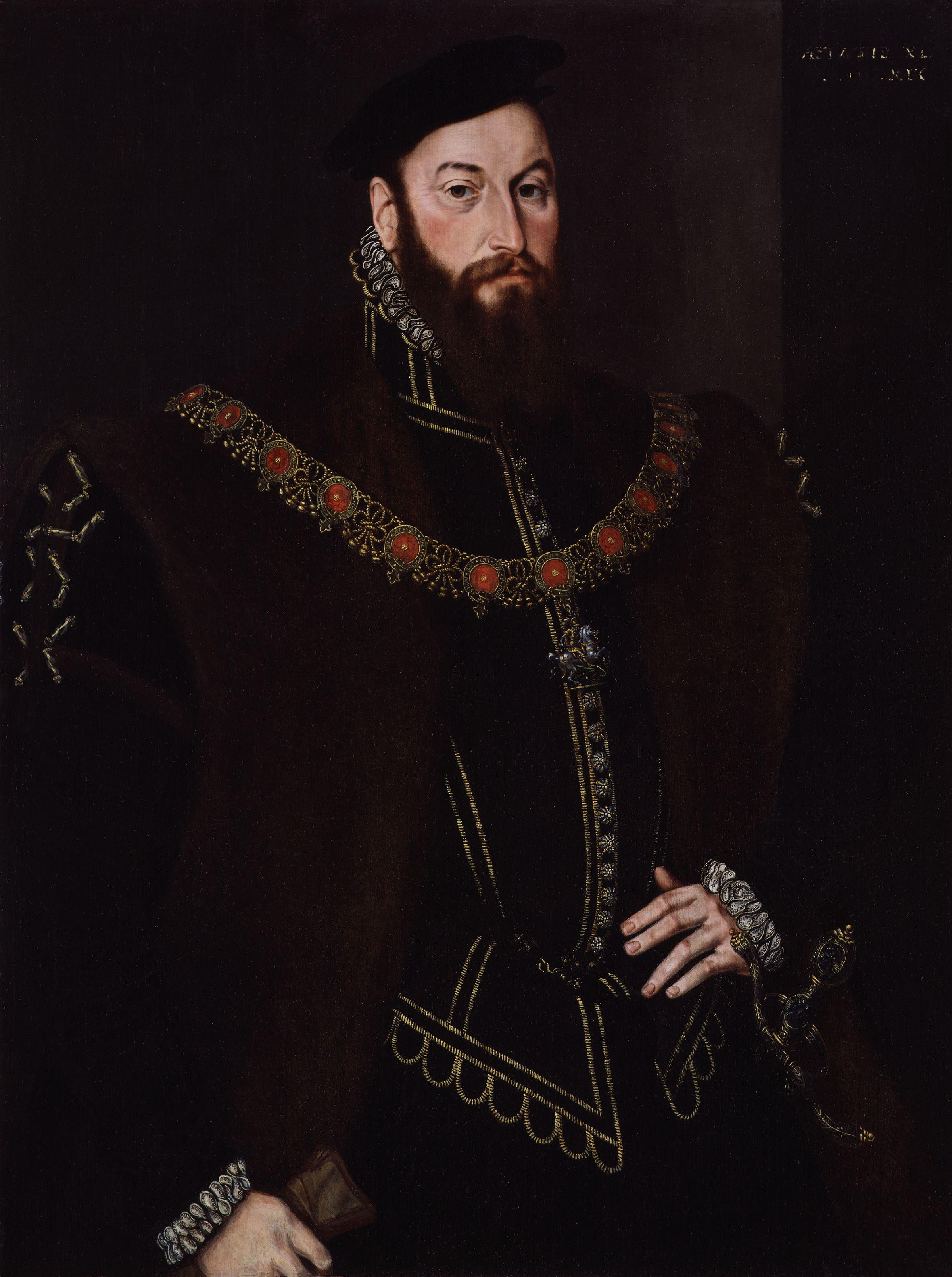
Anthony Browne, I visconte Montagu, nel 1569.

## Matrimonio
Sposò, il 15 luglio 1558, Anthony Browne, I visconte Montagu, in una cerimonia avvenuta nel St. James's Palace. Browne era 10 anni più vecchio di Magdalen, era un padre e un vedovo dal suo precedente matrimonio con Jane Radclyffe, che era morta di parto. La famiglia Browne, come i Dacre, erano cattolici. Ebbero dieci figli:
- Philip Browne (1559);
- Henry Browne (1562-6 febbraio 1628), sposò in prime nozze Mary Hungate, e in seconde nozze Anne Catesby, ebbero un figlio;
- George Browne, sposò Elizabeth Lawe;
- Anthony Browne, sposò Anne Bell;
- Jane Browne, sposò Sir Francis Lacon;
- Mary Browne;
- Elizabeth Browne (?-29 settembre 1623), sposò Robert Dormer, I barone Dormer, ebbero quattro figli;
- Mabel Browne;
- Thomas Browne;
- William Browne
- Anthony Browne.

In seguito all'ascesa al trono di Elisabetta I nel 1558, Montagu ha perso il suo seggio nel Consiglio della corona e divenne Lord luogotenente del Sussex nel 1570. Con il ritorno al cristianesimo protestante, i Montagu sono stati costretti a rivelare la loro posizione sulla situazione: fedeltà al Papa o alla nuova regina protestante. Browne, insieme a Lord Dacre (fratello di Magdalen), ha dichiarato che avrebbero sostenuto il Papa se fosse venuto in pace, ma servirebbero la regina se fosse venuto con intenti bellicosi. Magdalen trovò il favore della regina nonostante il suo cattolicesimo, la sua stretta amicizia con la regina Maria e poi il comportamento infido dei suoi rapporti con i Dacre, alcuni dei quali hanno cospirato per deporre la regina e sostituirla con Maria Stuarda.

## Morte
Morì l'8 aprile 1608, a Battle Abbey. È stata originariamente sepolta a Midhurst Church, dove è stata eretta una splendida tomba con la sua effigie. La tomba è stata spostata nel 1851 a Easebourne Church.

## Ascendenza
|                                                        |                                      |                                     | Genitori                                 |  |  | Nonni |  |  | Bisnonni                       |  |  | Trisnonni                     |  |
|                                                        |                                      |                                     |                                          |  |  |       |  |  | Humphrey Dacre, I barone Dacre |  |  | Thomas Dacre, VI barone Dacre |  |
|                                                        |                                      |                                     |                                          |  |  |       |  |  | Humphrey Dacre, I barone Dacre |  |  | Thomas Dacre, VI barone Dacre |  |
|                                                        |                                      | Philippa Neville                    |                                          |  |  |       |  |  | Humphrey Dacre, I barone Dacre |  |  |                               |  |
| Thomas Dacre, II barone Dacre                          |                                      |                                     |                                          |  |  |       |  |  | Humphrey Dacre, I barone Dacre |  |  |                               |  |
|                                                        |                                      | Mabel Parr                          | Thomas Parr                              |  |  |       |  |  |                                |  |  |                               |  |
|                                                        |                                      | Mabel Parr                          | Thomas Parr                              |  |  |       |  |  |                                |  |  |                               |  |
|                                                        |                                      | Mabel Parr                          | Alice Tunstall                           |  |  |       |  |  |                                |  |  |                               |  |
| William Dacre, VII barone Greystoke e III barone Dacre |                                      | Mabel Parr                          |                                          |  |  |       |  |  |                                |  |  |                               |  |
|                                                        |                                      | Robert Greystoke                    | Ralph Greystoke, V barone Greystoke      |  |  |       |  |  |                                |  |  |                               |  |
|                                                        |                                      | Robert Greystoke                    | Ralph Greystoke, V barone Greystoke      |  |  |       |  |  |                                |  |  |                               |  |
|                                                        |                                      | Robert Greystoke                    | Elizabeth FitzHugh                       |  |  |       |  |  |                                |  |  |                               |  |
| Elizabeth Greystoke, VI baronessa Greystoke            |                                      | Robert Greystoke                    |                                          |  |  |       |  |  |                                |  |  |                               |  |
|                                                        |                                      | Elizabeth Grey                      | Edmund Grey, I conte di Kent             |  |  |       |  |  |                                |  |  |                               |  |
|                                                        |                                      | Elizabeth Grey                      | Edmund Grey, I conte di Kent             |  |  |       |  |  |                                |  |  |                               |  |
|                                                        |                                      | Elizabeth Grey                      | Katherine Percy                          |  |  |       |  |  |                                |  |  |                               |  |
| Magdalen Dacre                                         |                                      | Elizabeth Grey                      |                                          |  |  |       |  |  |                                |  |  |                               |  |
|                                                        | John Talbot, III conte di Shrewsbury | John Talbot, II conte di Shrewsbury |                                          |  |  |       |  |  |                                |  |  |                               |  |
|                                                        | John Talbot, III conte di Shrewsbury | John Talbot, II conte di Shrewsbury |                                          |  |  |       |  |  |                                |  |  |                               |  |
|                                                        | John Talbot, III conte di Shrewsbury | Elizabeth Butler                    |                                          |  |  |       |  |  |                                |  |  |                               |  |
| George Talbot, IV conte di Shrewsbury                  | John Talbot, III conte di Shrewsbury |                                     |                                          |  |  |       |  |  |                                |  |  |                               |  |
|                                                        |                                      | Catherine Stafford                  | Humphrey Stafford, I duca di Buckingham  |  |  |       |  |  |                                |  |  |                               |  |
|                                                        |                                      | Catherine Stafford                  | Humphrey Stafford, I duca di Buckingham  |  |  |       |  |  |                                |  |  |                               |  |
|                                                        |                                      | Catherine Stafford                  | Anne Neville                             |  |  |       |  |  |                                |  |  |                               |  |
| Elizabeth Talbot                                       |                                      | Catherine Stafford                  |                                          |  |  |       |  |  |                                |  |  |                               |  |
|                                                        |                                      | William Hastings, I barone Hastings | Leonard Hastings                         |  |  |       |  |  |                                |  |  |                               |  |
|                                                        |                                      | William Hastings, I barone Hastings | Leonard Hastings                         |  |  |       |  |  |                                |  |  |                               |  |
|                                                        |                                      | William Hastings, I barone Hastings | Alice de Camoys                          |  |  |       |  |  |                                |  |  |                               |  |
| Anne Hastings                                          |                                      | William Hastings, I barone Hastings |                                          |  |  |       |  |  |                                |  |  |                               |  |
|                                                        |                                      | Katherine Neville                   | Richard Neville                          |  |  |       |  |  |                                |  |  |                               |  |
|                                                        |                                      | Katherine Neville                   | Richard Neville                          |  |  |       |  |  |                                |  |  |                               |  |
|                                                        |                                      | Katherine Neville                   | Alice Montacute, V contessa di Salisbury |  |  |       |  |  |                                |  |  |                               |  |
|                                                        |                                      | Katherine Neville                   |                                          |  |  |       |  |  |                                |  |  |                               |  |